# 육각수 (음악 그룹)
육각수는 대한민국의 2인조 그룹이었다가 멤버 1명이 사망하였고 해체 시절 원맨 밴드였다. 〈흥보가 기가 막혀〉, 〈다시〉, 〈명동별곡〉, 〈옆으로 달리는 칼 루이스〉, 〈버텨!〉, 〈Don't cry〉 등이 히트하였다.

## 바이오그래피
1995년 MBC 강변가요제에서 "흥보가 기가막혀"라는 곡으로 데뷔해서, 금상과 인기상을 수상했으며 같은 해 서울가요대상에서 신인상을 수상했다. 
2003년 4인조 밴드로 재구성해서 "육각수밴드"로 1집을 발매했다. 
육각수의 조성환은 2009년 'DJ조'라는 이름으로 'IMPULSE'라는 앨범을 발매했고 2017년 육각수가 해체하면서 〈Don't cry〉라는 실질적 육각수 고별곡을 냈다. 이후 조성환은 솔로 가수 활동을 준비했는데 특히 그 와중에 2015년부터 2020년 3월까지 경인교통방송 "달리는 라디오"의 DJ를 했었고, 2020년 3월부터 현재까지 경인교통방송에서 "출발! 경인대행진"을 진행하고 있다.

## 음반
- 《제16회 MBC 강변가요제》 (1995년)
- 《A St. Waterdrop》 (1996년)
- 《Be.Bop.Ba.Roola》 (1997년)
- 《Unlearn》 (2000년)
- 《다시》 (2003년)
- 《육각수밴드 1st》 (2003년)
- 《버텨!》 (2007년)
- 《아니면 말고, 늘상》 (2012년)
- 《흔들흔들》 (2014년)
- 《삼시라면 OST》 (2015년)
- 《Rebirth》 (2016년)

## 수상
- 1995년 제16회 MBC 강변가요제 금상
- 1995년 제16회 MBC 강변가요제 인기상
- 1996년 서울가요대상 신인상

### 가요 프로그램 1위
| 연도            | 수상 내역 (총 4회) |
| --------------- | --- |
| 1995년 (총 4회) | - 흥보가 기가 막혀 (총 4회) - 10월 25일 KBS 《가요톱텐》 1위 - 11월 24일 MBC 《인기가요 BEST 50》 1위 - 11월 26일 SBS 《TV 가요 20》 1위 - 12월 10일 SBS 《TV 가요 20》 1위 (통산 2주) |